# Questo pazzo, pazzo mondo della canzone
Pour plus de détails, voir Fiche technique et Distribution.
Questo pazzo, pazzo mondo della canzone est une comédie musicale à sketches italienne réalisée par Bruno Corbucci et Giovanni Grimaldi  et sortie en 1965.
Françoise Hardy joue dans le film en interprétant la chanson La tua mano.

## Fiche technique
Sauf indication contraire, les informations mentionnées dans cette section peuvent être confirmées par la base de données cinématographiques IMDb,  présente dans la section « Liens externes ».
- Titre original italien : Questo pazzo, pazzo mondo della canzone[1]
- Réalisation : Bruno Corbucci, Giovanni Grimaldi
- Scenario : Bruno Corbucci, Giovanni Grimaldi
- Photographie :	Luciano Trasatti (it), Sandro Borni
- Montage : Marisa Mengoli, Jolanda Benvenuti (it)
- Musique : La musique a été choisie par Bruno Corbucci et Giovanni Grimaldi
- Décors et costumes : Giulia Mafai, Alessandro Dell'Orco
- Trucages : Telemaco Tilli
- Société de production : Bandiera Gialla, Cinemar
- Pays de production :  Italie
- Langue originale : italien
- Format : Couleur
- Durée : 103 min (1 h 43[1])
- Genre : Comédie musicale
- Dates de sortie :
  - Italie : 1965

## Distribution
- Sandra Mondaini : Le femme cocue
- Marina Morgan : Antonietta, la domestique
- Vittorio Congia : Le voleur
- Aroldo Tieri : Le mari en colère
- Carlo Pisacane : Le beau-père d'Aroldo Tieri
- Valeria Fabrizi : La femme d'Aroldo Tieri
- Alberto Bonucci
- Margaret Lee
- Umberto D'Orsi
- Dana Ghia
- Halina Zalewska
- Andrea Aureli
- Elisabetta Velinska
- Annie Gorassini
- Nino Fuscagni
- Jenny Luna : Elle-même
- Gianni Morandi : Lui-même
- Dino : Lui-même
- Edoardo Vianello : Lui-même
- Petula Clark : Elle-même
- Lucio Dalla : Lui-même
- Roby Ferrante : Lui-même
- Nico Fidenco : Lui-même
- Gino Paoli : Lui-même
- Remo Germani : Lui-même
- Françoise Hardy : Elle-même
- Luigi Tenco : Lui-même
- Little Tony : Lui-même
- Ricky Gianco : Lui-même
- Udo Jürgens : Lui-même
- I Flippers : Eux-mêmes
- Los Marcellos Ferial : Eux-mêmes
- I Pellerani : Eux-mêmes
- La Cricca : Eux-mêmes
- Susanna Clemm : La fille qui joue au viking

## Liste des chansons
- Ma questa sera interprétée par Lucio Dalla
- Così come sei interprétée par Dino
- Pagherai interprétée par Petula Clark
- Io lo so già interprétée par Luigi Tenco
- La tua mano interprétée par Françoise Hardy
- Sola nel sole interprétée par Jenny Luna
- Tu sei sempre interprétée par Roby Ferrante
- Lei (non è per me) interprétée par Lucio Dalla
- Peccato che sia finita interprétée par Udo Jürgens
- La vikinga interprétée par I Flippers
- La tremarella interprétée par Edoardo Vianello
- Angelita di Anzio interprétée par Los Marcellos Ferial
- Cuore di negro interprétée par Ricky Gianco
- Sei diventata nera interprétée par Los Marcellos Ferial
- Un tuffo al cuore interprétée par Rosy
- La fine di agosto interprétée par Little Tony
- Il surf della mattonella interprétée par La Cricca
- Vivere ancora interprétée par Gino Paoli
- Mi devi credere interprétée par Nico Fidenco
- Se vuoi uscire la domenica sola con me interprétée par Gianni Morandi
- Tra la-la Susy interprétée par Remo Germani